# Ho Hok Shan
Ho Hok Shan (kinesiska: 蠔殼山, 蚝壳山) är en kulle i Hongkong (Kina). Den ligger i den nordvästra delen av Hongkong. Toppen på Ho Hok Shan är 36 meter över havet.
Terrängen runt Ho Hok Shan är kuperad åt sydost, men åt nordväst är den platt. Runt Ho Hok Shan är det mycket tätbefolkat, med 7 758 invånare per kvadratkilometer. Närmaste större samhälle är Kowloon, 19,5 km sydost om Ho Hok Shan. I omgivningarna runt Ho Hok Shan växer i huvudsak städsegrön lövskog.